# Palaciosrubios
Palaciosrubios település Spanyolországban, Salamanca tartományban.  Lakosainak száma 299 fő (2024).

## Népesség
A település népessége az elmúlt években az alábbi módon változott:
| Lakosok száma | 536  | 500  | 476  | 459  | 422  | 405  | 368  | 335  | 322  | 299  |
|               | 2001 | 2004 | 2007 | 2009 | 2012 | 2014 | 2017 | 2019 | 2022 | 2024 |